# Stanovništvo Somalije
Stanovništvo Somalije većinom čine Somalci.
Prema popisu stanovništva iz 1987. godine u Somaliji je živjelo 7.114.431 stanovnik, dok prema procjenama iz 2017. u Somaliji živi 11.031.386 stanovnika. Prema podacima The World Factbook, prosječna dob stanovništva Somalije iznosi tek 17,9 godina (18,1 muškarci, 17,8 žene). Očekivana dužina životnog vijeka je 52,4 godine (50,3 muškarci, 54,5 žene). Stopa nataliteta iznosi 39,6‰, dok je stopa mortaliteta 13,1‰. Infantilni mortalitet je iznimno visok te iznosi 96,6‰ Kao posljedica građanskih rata raseljeno je oko 400.000 ljudi, većinom u Keniji (160.000), Jemenu (68.000) i susjednom Džibutiju (20.000).
Nešto više od 40% stanovništva živi u gradovima. Glavni i najveći grad je Mogadishu (1.175.000 st., 2003.), a drugi veći gradovi (1990.) su Hargeisa (90.000 st.), Kismaayo (90.000 st.), Berbera (70.000 st.) i Merka (62.000 st.).
Prema etničkoj pripadnost, stanovnici su većinom Somalci (92,2%), Arapa je 2,2%, Afara 1,3%, dok ostali čine 4,3% ukupnog stanovništva. Većina stanovništva su sunitskog islama koji je i službena religija. Iako su službeni jezici somalski i arapski, u Somaliji se govori engleskim i talijanskim jezikom što je posljedica kolonijalne prošlosti.
Od gospodarski aktivnog stanovništva, oko 70% njih je zaposleno u poljoprivredi i šumarstvu dok ostatak radi pretežno u industriji, građevinarstvu i uslužnim djelatnostima.